# 臧大咬子事件
臧大咬子事件是1946年9月22日美國水兵在中華民國上海市打死黃包車夫臧大咬子的事件。
1946年9月22日，西班牙水手赖令奈坐上黄包车夫臧大咬子的黃包車前往朱葆三路（今溪口路）安乐宫舞厅，但赖令奈未付车费就進入舞廳。赖令奈与美国水兵饶德立克看完表演走出舞廳後，臧大咬子向赖令奈索要车费，卻遭到饶德立克挥拳猛击。臧大咬子倒地不起，附近執勤的警察王貴斌問訊趕赴現場，而美軍巡邏車也趕到現場，立刻將饶德立克帶走。王貴斌立刻向黃浦警察分局報告案情，並將臧大咬子送到仁濟醫院搶救。臧大咬子最終於次日5時傷重不治身亡。
事發後，9月24日，《文匯報》刊文譴責美軍暴行。9月28日，沈鈞儒發起「美軍退出中國周」，召開工商界座談會，會上決定組建「臧大咬子慘死後援會」，各界人士向後援會捐款法幣10萬元，律師梁朱明作為臧大咬子的弟弟臧海成的代理律師向美軍法院起訴饶德立克。10月3日，上海市總工會向上海市政府請願，要求懲治兇手，確保此類事件不再發生。
10月9日，上海地方法院檢察處開庭審理，根據證人供述，確認打死臧大咬子的兇手為饶德立克，饶德立克被美軍逮捕。但美軍拒絕將饶德立克交由上海地方法院審理。上海地方法院檢查處則以「教唆殺人罪」起訴西班牙水手赖令奈。1947年1月17日，法院開庭審理臧大咬子事件。饶德立克出庭承認是自己動手打人。最終法院以教唆殺人罪判決赖令奈有期徒刑1年9個月。饶德立克仍由美国军事法庭審理。美国军事法庭最後判处饶德立克屬於过失杀人，宣布其无罪。